# Kufe (Einheit)
Die Kufe, auch Kupe oder Kuppe, war ein deutsches Volumenmaß und als Biermaß in Anwendung. Der Name leitet sich vom gleichnamigen Behälter ab. Das Maß war in Sachsen und Preußen bekannt. In Preußen wurde es auch Kupe genannt. Ausnahme: Die Kufe hatte als Stückmaß beim Salzhandel 150 Pfund.

## Volumenmaß
Dresden
- 1 Kufe = 2 Fass = 785,97 Liter

Die Maßkette war 
- 1 Kufe = 2 Fass = 4 Viertel = 8 Tonnen = 560 Visierkannen = 420 Dresdner Kannen
- 12 Kufen = 1 Gebräude

Berlin
- 1 Kufe = 4 Tonnen = 457,7189 Liter (= 457 ½ Liter)[4]
- 1 Kufe/Kupe = 1 Fass = 4 Tonnen = 384 Maß
- 1 Maß = 58 Pariser Kubikzoll

Die Maßkette war 
- 1 Gebräude = 9 Kufen = 18 Fass = 36 Tonnen = 44 Öhmchen = 3456 Quart = 6912 Ösel

Leipzig
- 1 Kufe = 2 Fass = 8 Tonnen = 721,944 Liter (= 36.420 Pariser Kubikzoll = 721 ⅗ Liter)[4]

Die Maßkette war
- 1 Gebräude = 8 Kufen = 16 Fass = 32 Viertel = 64 Tonnen = 4800 Schenkkannen

## Stückmaß
Als Kalk- und Kohlenmaß im Königreich Württemberg waren 4 Kufen = 4 Zuber = 4 Scheffel = 1 Eimer.